# Super Bowl X
Super Bowl X fue el nombre que se le dio al partido de fútbol americano donde se decidió el campeón de la temporada 1975-1976 de la 'NFL'. El partido se disputó el 16 de enero de 1976 en el estadio Miami Orange Bowl de la ciudad de Miami, Florida, y enfrentó al campeón de la 'NFC', los Dallas Cowboys y al campeón de la 'AFC', los Pittsburgh Steelers. La victoria fue los Pittsburgh Steelers, quienes pudieron remontar desventaja de tres puntos en el último cuarto y se impusieron por 21-17, y de esta forma obtuvieron su segundo título de 'Super Bowl', además de convertirse en el tercer equipo en retener el título de campeón de la 'NFL'.